# Antonio Díaz-Miguel
Antonio Díaz-Miguel Sanz (Alcázar de San Juan, Ciudad Real, España; 2 de julio de 1934 - Madrid, España; 21 de febrero de 2000) fue un jugador y entrenador de baloncesto español.
Fue jugador del Club Baloncesto Estudiantes y del Real Madrid, llegando a ser internacional con la selección de baloncesto de España en diversas ocasiones. Pero los mayores éxitos de su carrera los consiguió como entrenador, concretamente como técnico de la selección de baloncesto de España, a la que dirigió durante 27 años entre 1965 y 1992. Estudió en Madrid y se licenció en Ingeniería Industrial en la Escuela de Ingeniería de Bilbao, en la Universidad del País Vasco.
En octubre de 2021 fue incluido como jugador en el Hall of Fame del Baloncesto Español en la promoción de 2019.

## Carrera

### Jugador
Estudiante del Instituto Ramiro de Maeztu de Madrid, Díaz-Miguel se inclinó tarde por el baloncesto. Él jugaba al fútbol y capitaneaba al equipo del instituto. Pero en 1948, cuando él contaba con 14 años, el instituto (concretamente el catedrático de latín Antonio Magariños) fundó el Club Baloncesto Estudiantes y decidió cambiar de deporte. Era muy alto para la época (medía 1,86 metros) y apuntaba cualidades también para el deporte de la canasta. Enseguida destacó por su garra y habilidad en el juego interior, jugando como pívot.
Fichó por el Real Madrid y llegó a ser 26 veces internacional con la selección de baloncesto de España entre 1952 y 1959, participando en dos ediciones de los Juegos Mediterráneos: en los de 1955, donde la Selección ganó la medalla de oro, y los de 1959.
Tras su retirada como jugador de baloncesto inició su carrera como técnico en el Club Águilas de Bilbao, ciudad donde estudió la carrera de ingeniería.

### Seleccionador

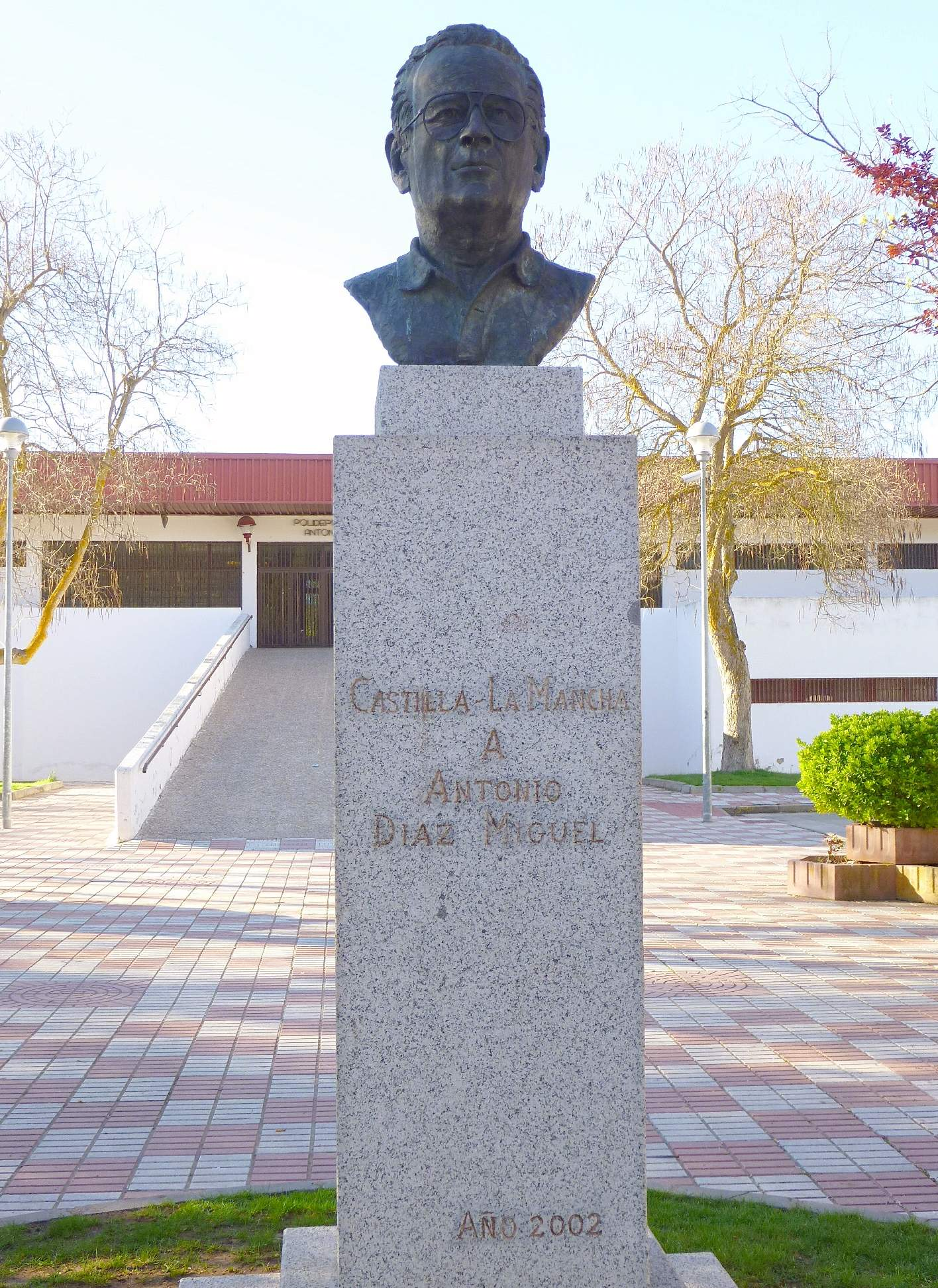
Monumento a Antonio Díaz Miguel erigido frente al pabellón polideportivo que lleva su nombre en su Alcázar de San Juan natal.

Fue entrenador de la Selección española durante 27 años (desde 1965 hasta 1992) lo que constituye un récord mundial de permanencia al frente de una selección en todos los deportes. Dirigió a la selección española en 431 partidos. 
Llevó a la Selección a clasificarse para participar en seis Juegos Olímpicos y a conseguir la medalla de plata en los Juegos Olímpicos de Los Ángeles 1984, la tercera más alta clasificación hasta el momento del equipo español tras conseguir las victorias en las finales de los mundiales de Japón 2006 y China 2019. Antonio Díaz Miguel dirigió también a la selección española en 13 Campeonatos de Europa, en los que consiguió dos medallas de plata (1973 y 1983) y una de bronce (1991).
Díaz-Miguel clasificó a la Selección a participar en cuatro fases finales del Campeonato del Mundo, llegando a conseguir una meritoria cuarta posición el Mundial de Cali de 1982.
También cabe destacar la medalla de plata que consiguió la Selección en los Juegos Mediterráneos de 1987.
Fue nombrado "Mejor entrenador del año" en España en 1981 y 1982. Dirigió 6 veces a selecciones europeas (All-Star), equipos creados en Europa raramente y en ocasiones muy especiales. Fue también un pionero en la promoción mundial del baloncesto, recibiendo muchos premios como entrenador, y siendo conferenciante sobre baloncesto por todo el mundo. Fue incluido en el Salón de la Fama del Baloncesto como entrenador el 29 de septiembre de 1997, convirtiéndose en el primer español (y el único hasta 2007) en tener tal honor.
El mal desempeño de la selección en los Juegos Olímpicos de Barcelona 1992, en particular el partido contra Angola que se perdió por 20 puntos y en que los españoles estuvieron casi 14 minutos seguidos sin meter una canasta, acabó provocando el final de su etapa como seleccionador. No le renovaron el contrato y fue sustituido por Lolo Sainz como nuevo seleccionador.
Aparte de su labor como entrenador de baloncesto, era diseñador de moda.

## Trayectoria
Como jugador
- Club Baloncesto Estudiantes: 1950-52, 1953-1958
- Real Madrid: 1958-61
- Club Águilas Bilbao: 1961-63

Entrenador
- Club Águilas Bilbao: 1963-66
- Selección de baloncesto de España: 1965-92
- Pallacanestro Cantú: 1993
- Pool Getafe: 1996-97

## Logros y reconocimientos
Como jugador
- Medalla de oro en los Juegos Mediterráneos de 1955.
- Campeonato de Primera División de 1960 y 1961.

Como seleccionador de España
- 1 medalla de plata en los Juegos Olímpicos de Los Ángeles 1984.
- 2 medallas de plata en los Eurobasket de 1973 y 1983.
- 1 medalla de bronce en el Eurobasket de 1991.
- 1 medalla de plata en los Juegos Mediterráneos de 1987.

Premios, reconocimientos y distinciones
- Gran Cruz de la Real Orden del Mérito Deportivo, otorgada por el Consejo Superior de Deportes (2000)
- Medalla de Oro de la Real Orden del Mérito Deportivo, otorgada por el Consejo Superior de Deportes (1994)[7]
- Hall of Fame del Baloncesto Español (2019, a título póstumo)